# Olivier Salon
Olivier Salon est un mathématicien et écrivain français, membre de l'Oulipo, né le 14 avril 1955[Où ?].

## Biographie
Professeur de mathématiques au lycée du Parc des Loges à Évry, il a enseigné à l'ENS Cachan. Après avoir soutenu une thèse en théorie des nombres à Bordeaux, sous le titre "Automates multidimensionnels". Il s'est intéressé au théorème de Prouhet-Tarry-Escott : comment répartir les 2 puissance n premiers entiers en deux ensembles de nombres ayant même somme, même somme de carrés, même somme de cube, [...], même somme des puissances (n-1) ? La suite de Thue-Morse joue un grand rôle dans ce problème soulevé en 1851 par le mathématicien Prouhet.
Il fut invité d'honneur de l'Oulipo en 1999, puis en devint membre en 2000.
Olivier Salon est par ailleurs comédien, et pianiste occasionnel. Il est l'un des acteurs de la pièce Pièces détachées de l'Oulipo, mise en scène de Michel Abécassis, présentée, entre autres, au Théâtre du Rond-Point à partir de 2006. Il joue également dans l’Augmentation, de Georges Perec ; Chant’Oulipo, de l’Oulipo (mise en musique par l’Oumupo) ; Conférence en forme de poire, de Martin Granger et Olivier Salon.

## Œuvres
- La femme statue, recueil d'une poésie, 2005.
- La pelle, encyclopédie portative, Les mille univers, 2006.
- Des gens guindés dégingandés, Les mille univers, 2007.
- El Capitan, Éditions Guérin, 2007.
- Les gens de légende, Le Castor Astral, 2009
- La croupe du monde, Les mille univers, 2011
- Trilogie des cimes, Histoires de larrons perchés, éditions Transboréal, 2014
- Le disparate — François Le Lionnais (« tentative de recollement d’un puzzle biographique »), Le nouvel Attila (label Othello), 2016[3],[4].
- Histoire de l'art et d'en rire, avec Philippe Mouchès, Cambourakis éditions, 2016
- Miguel & William, Les mille univers, 2017
- Carambolages, avec Philippe Mouchès, Cambourakis éditions, 2017
- Le Beau et la Bête, avec Philippe Mouchès, Ginkgo éditeur, 2020
- Les Lettres de ton nom, Beaux présents et épithalames, Le nouvel Attila (label Othello), 2021

### Fascicules de la collection Bibliothèque oulipienne
- Pas de deux, comédrame booléen, en collaboration avec Jacques Jouet, no 120, 2002.
- Les gens de légende, no 132, 2005.
- Sardinosaures & Cie, en collaboration avec Jacques Roubaud, no 146, 2005.
- Nouvelles Sollicitudes, en collaboration avec Jacques Roubaud, no 149, 2006.
- Chaque porche est une invitation au voyage, no 170, 2008
- Urbanité du bivocalisme, no 196, 2012
- La rien que la toute la, variations, no 199, 2013
- Sonnets monorimes, no 204, 2014
- +++, sur l'Augmentation de Georges Perec, no 208, 2015
- Pastiche avant-coup du plagiat par anticipation, de l'origine du Voyage d'hiver, no 226, 2016
- Fugues, no 232, 2018
- Le Mystère de la Boîte verte, saisons 3 & 4, no 233, 2018